# Birkelånga
Birkelånga (Molva dypterygia) är en fisk i familjen lakefiskar. 

## Utseende
Birkelångan har två ryggfenor, en främre, som är hög men mycket kort, och en bakre som är mycket lång och når nästan ända till stjärtfenan. Även analfenan är lång. Färgen är mörkt gråbrun på ovansidan, ljusare, blåaktigt silverfärgad på buken. Fenorna är mörka med ljus ytterkant. Kroppen är långsträckt, med en kort skäggtöm under hakan. Fisken blir upp till 155 centimeter lång och 30 kilogram tung. 

## Utbredning
Birkelångan förekommer i Atlanten från Grönlands sydspets över Island till Brittiska öarna och norska kusten, sällsynt i Kattegatt och vidare söderöver till Medelhavet (utom den inre, södra delen).

## Ekologi
Birkelångan lever vid bottnen på upptill 1500 meters djup. Den fångar bottendjur som kräftdjur, och bottenfiskar och kan bli upp till 20 år gammal.
Den leker under våren på 600 till 1000 meters djup. Ynglen är pelagiska i omkring två år.

## Taxonomi
Den delas ofta upp i två underarter:
- Birkelånga, M. dypterygia dypterygia (Den nordliga formen)
- Medelhavsbirkelånga, M. dypterygia elongata (Medelhavsformen)